# メタッロスパエラ属
メタッロスパエラ属（メタロスファエラ属、Metallosphaera）は、陸上温泉や鉱山に生息する好気・好酸・好熱性の古細菌の一属である。属名は、金属を遊離すること、球状の細胞形態から、ラテン語で、鉱山・金属（Metallum;メタッルム）+ 球体（Sphaera;スパエラ）という構成である。
主に硫化金属に富む環境に分布する好気好酸好熱性の古細菌である。1989年にイタリアポッツオーリの熱泥より発見、報告された。1996年には箱根温泉やドイツのウラン鉱山の鉱滓からも発見されている。形態は1μm程の球あるいは薄片状で、鞭毛を持つ種と持たない種がある。偏性好気性で、50-80°C、pH1-5程度で増殖する。
栄養的には独立、従属、あるいは混合栄養。独立栄養時には硫化物を酸化し、硫酸イオンを生ずる。代謝できる硫黄化合物は、少なくとも硫黄、硫化水素、四チオン酸、二硫化鉄、黄銅鉱、硫化亜鉛などがあり、硫化金属の場合金属を遊離する。この他、分子水素の酸化も行う。従属栄養的には、酵母エキスや肉エキスなどの有機系培地が利用可能である。

## 分類
- メタッロスパエラ・セドゥラ Metallosphaera sedula

基準種。1989年にイタリアより発見された。2008年には全ゲノムが解読されている（219万1517bp、ORF 2256箇所）。
- メタッロスパエラ・ハコネンシス Metallosphaera hakonensis

1996年に箱根温泉より発見された。当初はSulfolobusと考えられていたが、2003年にMetallosphaeraに移された。鞭毛を欠損する。
- メタッロスパエラ・プルナエ Metallosphaera prunae

1996年にドイツのウラン鉱山の鉱滓より発見された。有害金属処理への利用が考えられている。